# ¿Está Vm… pues, Como digo… eh! Cuidado! si no!...
C'est vous... hum, comment dire... eh ! Attention ! sinon !...
L'eau-forte ¿Está Vm… pues, Como digo… eh! Cuidado! si no!… (en français C'est vous… hum, comment dire… eh ! Attention ! sinon !…) est une gravure de la série Los caprichos du peintre espagnol Francisco de Goya. Elle porte le numéro 76 dans la série des 80 gravures. Elle a été publiée en 1799.

## Interprétations de la gravure
Il existe divers manuscrits contemporains qui expliquent les planches des Caprichos. Celui qui se trouve au Musée du Prado est considéré comme un autographe de Goya, mais semble plutôt chercher à dissimuler et à trouver un sens moralisateur qui masque le sens plus risqué pour l'auteur. Deux autres, celui qui appartient à Ayala et celui qui se trouve à la Bibliothèque nationale, soulignent la signification plus décapante des planches.
- Explication de cette gravure dans le manuscrit du Musée du Prado :
La escarapela y el bastón le hacen creer a este majadero que es de superior naturaleza y abusa del mando que se le confía para fastidiar a cuantos le conocen, soberbio, insolente y vano con los que son inferiores, abatido y vil con los que pueden más que él.
(La cocarde et le bâton font croire à cet imbécile qu'il est d'une nature supérieure et il abuse du commandement qu'on lui a confié, pour ennuyer tous ceux qui le connaissent, hautain, insolent et vain envers ceux qui sont inférieurs, couché et vil devant ceux qui sont plus puissants que lui)[2].

- Manuscrit de Ayala :
Los militares hinchados, llenos de gota y de potra, echan brabatas a los tullidos, ya que no las echaron a los enemigos.
(Les militaires arrogants, perclus de goutte et de hernies, lancent des fanfaronnades aux estropiés, car ils ne le font pas envers les ennemis)[2].

- Manuscrit de la Bibliothèque nationale :
identique au précédent)[2].

Le maréchal Alejandro O'Reilly, espagnol d'origine irlandaise qui a été anobli après avoir été gouverneur et capitaine général de la Louisiane, utilisait souvent ce genre d'interjections. Sans donner son nom, cette caricature se moque de son arrogance face aux faibles ainsi que de sa servilité à l'égard des puissants. 

## Technique de la gravure
L'estampe mesure 213 × 150 mm sur une feuille de papier de 306 × 201 mm.
Goya a utilisé l'eau-forte, l'aquatinte brunie et la pointe sèche. Dans l'angle supérieur droit : « 76 ».
Il existe un dessin préparatoire est à la sanguine (voir lien ci-dessous au Musée du Prado). Dans l'angle inférieur gauche et dans l'angle inférieur droit, au crayon : « 8 ». Le dessin préparatoire mesure 208 × 144 mm.

## Catalogue
- Numéro de catalogue G02164 de l'estampe au Musée du Prado.
- Numéro de catalogue D04228 du dessin préparatoire au Musée du Prado.
- Numéro de catalogue 51-1-10-76 de l'estampe au Musée Goya de Castres.
- Numéros de catalogue  ark:/12148/btv1b8451891b et ark:/12148/btv1b8451892r de l'estampe chez Gallica.